# Berlin Diary
Berlin Diary (1934–1941) är en bok baserad på förstahandsupplevelser av händelseutvecklingen i Tredje riket under 1930-talet. Boken skrevs av den amerikanske journalisten William L. Shirer, radioreporter för CBS som bevakat Tyskland under flera år till dess att censuren i Tyskland gjorde det omöjligt för honom att rapportera objektivt. Boken, utgiven 1941, har beskrivits som det första försöket av en namnkunnig amerikansk journalist att söka sprida ljus över vad som verkligen hände i Tredje riket. Under det första året såldes boken i närmare 600.000 kopior